# Dolichopus flagellitenens
Dolichopus flagellitenens är en tvåvingeart som beskrevs av Wheeler 1890. Dolichopus flagellitenens ingår i släktet Dolichopus och familjen styltflugor. Inga underarter finns listade i Catalogue of Life.